# Colonna Preti
La famiglia Colonna Preti è una nobile casata veneta, discendente dalla casata patrizia romana dei Colonna.

## Storia
Nel 1394 Marco Antonio Colonna si trasferì da Roma a Milano alla corte di Gian Galeazzo Visconti, Duca di Milano, dove si distinse per meriti di battaglia. Grazie ai favori di Carlo VI re di Francia, probabilmente per incarichi diplomatici segreti per favorire l'alleanza con il Duca meneghino, ricevette l'onore di aggiungere alla sua arma il giglio d'oro. Si trasferì quindi a Bergamo, a seguito di proprietà terriere ricevute per meriti militari; risale a quest'epoca anche l'aggregazione della famiglia al Consiglio Nobiliare di Bergamo come Nobili di Valsecca. Successivamente verso il 1450, il figlio Marco Antonio Giovanni, insieme alla famiglia, si trasferì a Castelfranco Veneto dove i Colonna sin dal 1500 ebbero seggio tra i nobili della comunità castellana. Nel 1754 ricevettero il titolo di Conti da Emanuele III di Sardegna.
Il cognome Preti, già d'Albaredo, fu aggiunto nel 1774 come lascito ereditario del nobile architetto Francesco Maria Preti al pronipote Odorico Colonna, figlio secondogenito di un figlio della sorella, e riconosciuto per lungo uso. 
A Castelfranco Veneto, i discendenti della Famiglia Colonna Preti ricoprirono più volte la carica di Provveditore di Castelfranco, nodari e Ufficiali con incarichi militari a difesa della Repubblica Veneta.

## Titolo
Conti, Nobili di Bergamo, Nobili di Castelfranco

## Stemma
L'arma raffigura una colonna corinzia d'argento, con base e capitello d'oro, su sfondo azzurro, sormontata da un giglio, anch'esso d'oro.

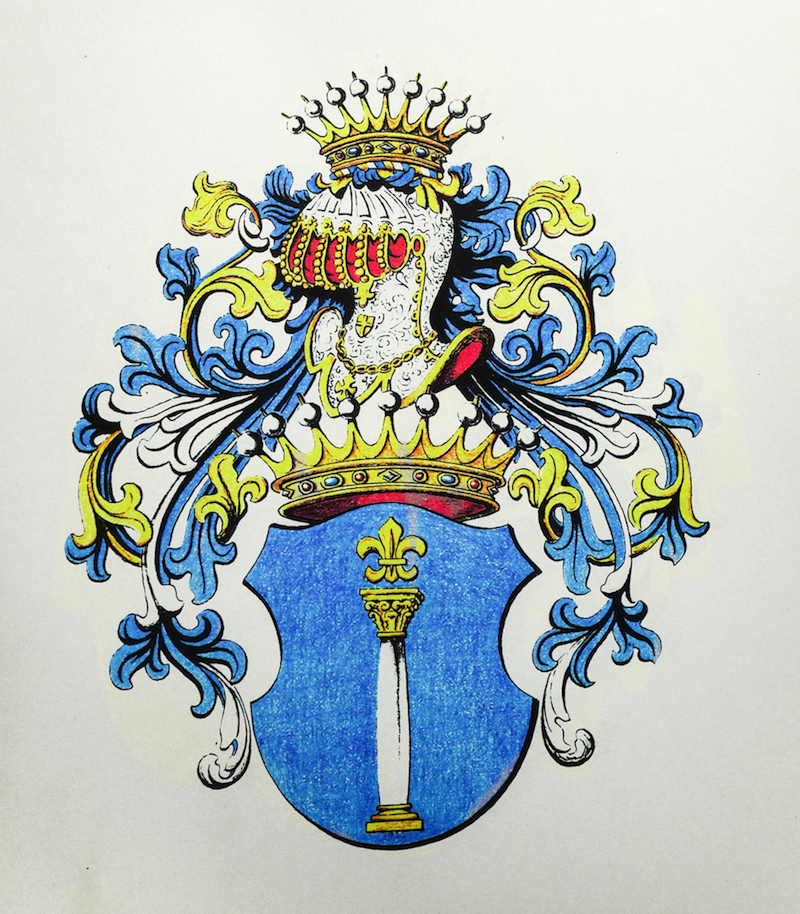
Stemma Colonna Preti